# 约伊·迪杜利卡
约伊·迪杜利察（1977年10月14日—），克罗地亚男子足球运动员，场上位置是守门员。他曾代表克罗地亚国家队参加2006年国际足联世界杯和2004年欧洲足球锦标赛。